# تعارض انسان و حیات وحش

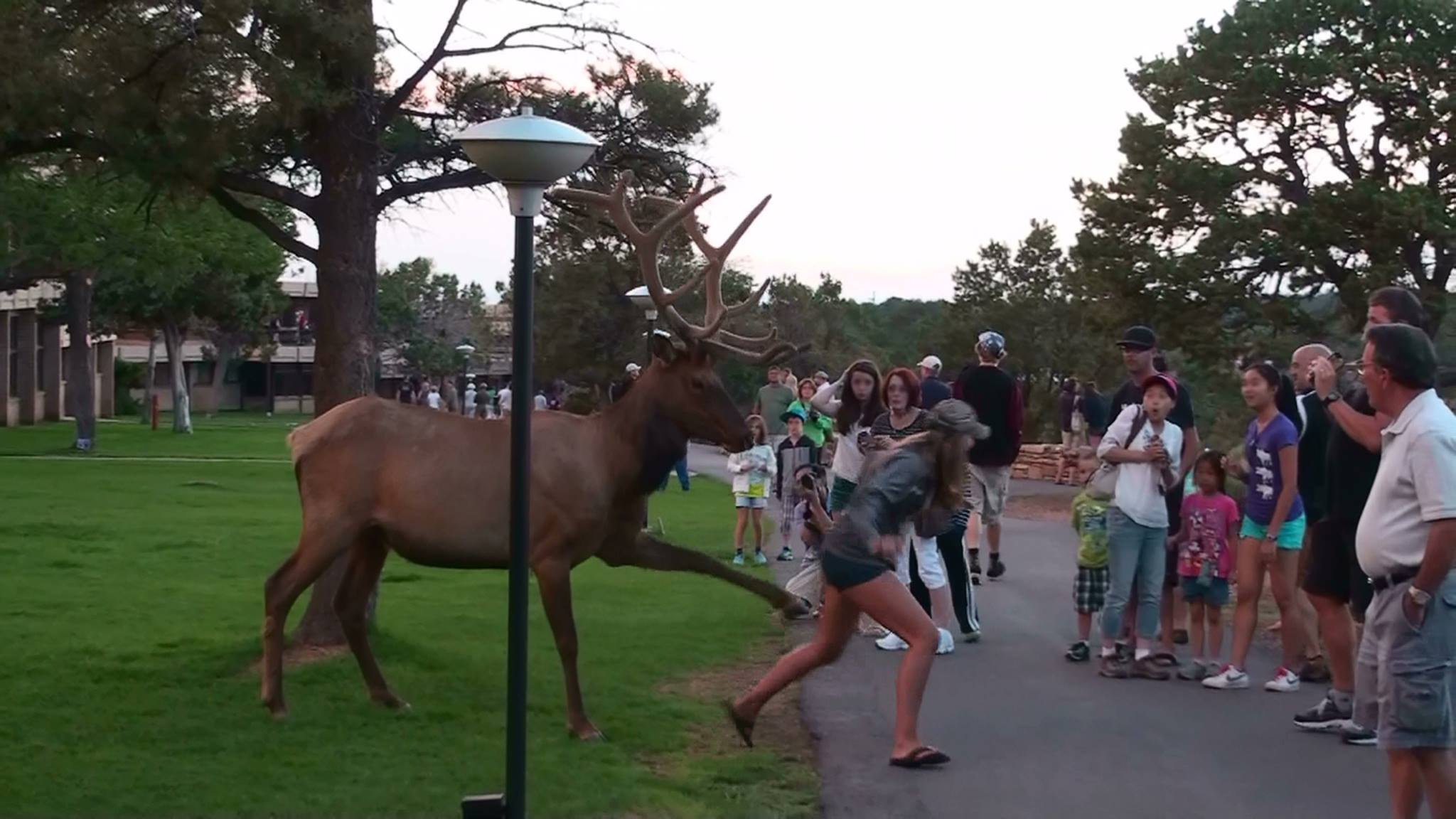
پارک ملی گرند کنیون در آریزونا هر ساله میزبان میلیون‌ها بازدیدکننده است و زیستگاه جمعیتی از گوزن‌های کوه‌های راکی است. تعاملات بین انسان‌ها و گوزن‌ها گاهی منجر به آسیب می‌شود.

تعارض انسان و حیات وحش (HWC) به تعاملات منفی بین انسان‌ها و حیوانات وحشی اشاره دارد که پیامدهای نامطلوبی هم برای مردم و منابع آنها از یک سو و هم برای حیات وحش و زیستگاه‌های آنها از سوی دیگر دارد. این موضوع که ناشی از رقابت برای منابع طبیعی بین انسان و حیات وحش است، بر امنیت غذایی انسان و رفاه انسان‌ها و سایر حیوانات تأثیر می‌گذارد. در بسیاری از مناطق، تعداد این درگیری‌ها در سال‌های اخیر افزایش یافته است. دهه‌ها در نتیجه رشد جمعیت انسانی و تغییر کاربری زمین.
پسماندهای خطرناک (HWC) یک تهدید جدی جهانی برای توسعه پایدار، امنیت غذایی و حفاظت از محیط زیست در چشم‌انداز شهری و محدوده روستایی است. به‌طور کلی، پیامدهای HWC شامل موارد زیر است: تخریب محصولات کشاورزی، کاهش بهره‌وری کشاورزی، رقابت برای چراگاه‌ها و تأمین آب، شکار دام، آسیب و مرگ انسان، آسیب به زیرساخت‌ها و افزایش خطر انتقال بیماری در بین حیات وحش و دام.
تا سال ۲۰۱۳، بسیاری از کشورها به‌طور صریح تعارض میان انسان و حیات‌وحش را در سیاست‌ها و راهبردهای ملی مدیریت حیات‌وحش، توسعه و کاهش فقر گنجانده‌اند. در سطح ملی، همکاری بین بخش‌هایی مانند منابع طبیعی (جنگلداری)، حیات‌وحش، کشاورزی، دامداری و سایر حوزه‌های مرتبط نقشی کلیدی در مقابله با این تعارض‌ها ایفا می‌کند.
از سال ۲۰۲۰، استراتژی‌های مدیریت تضاد، جابجایی مکانی گونه، تنظیم اندازه جمعیت و حفظ گونه‌های در معرض خطر استفاده کرده‌اند. مدیریت معاصر اکنون از مجموعه‌ای از رویکردهای میان‌رشته‌ای برای حل تعارضات استفاده می‌کند. این موارد شامل به‌کارگیری تحقیقات علمی، مطالعات جامعه‌شناختی و هنر برای کاهش درگیری‌ها می‌شود. از آنجایی که تعارض انسان و حیات وحش پیامدهای مستقیم و غیرمستقیمی بر مردم و حیوانات دارد، کاهش آن یک اولویت مهم برای مدیریت تنوع زیستی و مناطق حفاظت‌شده است. حل مناقشات انسان و حیات وحش و تقویت همزیستی نیازمند فرآیندهای آگاهانه، جامع و مشارکتی است که زمینه‌های اجتماعی، فرهنگی و اقتصادی زیربنایی را در نظر می‌گیرند.
در سال ۲۰۲۳، گروه تخصصی تعارض و همزیستی انسان و حیات وحش IUCN SSC, دستورالعمل‌های IUCN SSC در مورد تعارض و همزیستی انسان و حیات وحش را منتشر کرد که هدف آن ارائه مبانی و اصول برای عملکرد خوب، به همراه راهنمایی‌های روشن و عملی در مورد چگونگی مقابله با تعارضات و فراهم کردن همزیستی با حیات وحش است.

## معنی
تعارض انسان و حیات‌وحش توسط صندوق جهانی طبیعت (WWF) در سال ۲۰۰۴ چنین تعریف شده است:
«هرگونه تعامل میان انسان و حیات‌وحش که منجر به اثرات منفی بر زندگی اجتماعی، اقتصادی یا فرهنگی انسان، بر حفاظت از جمعیت‌های حیات‌وحش، یا بر محیط‌زیست شود.» همچنین، کارگاه «ایجاد هم‌زیستی» که در پنجمین کنگره جهانی پارک‌ها (۸ تا ۱۷ سپتامبر ۲۰۰۳، مونترال) برگزار شد، تعارض انسان و حیات‌وحش را در بستر اهداف انسانی و نیازهای حیوانات چنین تعریف کرد: «تعارض انسان و حیات‌وحش زمانی رخ می‌دهد که نیازها و رفتارهای حیات‌وحش تأثیر منفی بر اهداف انسان بگذارند یا زمانی که اهداف انسانی تأثیر منفی بر نیازهای حیات‌وحش داشته باشند.»
یک مرور در سال ۲۰۰۷ از سوی سازمان زمین‌شناسی ایالات متحده آمریکا (USGS)، تعارض انسان و حیات‌وحش را در دو زمینه تعریف کرده است: رفتار یا کنش‌های حیوانات وحشی که با اهداف انسانی در تضاد هستند؛ مانند تهدید زندگی، معیشت یا سبک زندگی انسان‌ها. فعالیت‌های انسانی که ایمنی و بقاء حیات‌وحش را به خطر می‌اندازند.
با این حال، در هر دو حالت، نتیجه نهایی این تعاملات وابسته به واکنش انسان نسبت به آن‌هاست.
- آلدو لئوپولد
- فرضیه بیوفیلی
- اختلال (بوم‌شناسی)
- اکوپسیولوژی
- تأثیر انسان بر محیط زیست
- شکار غیرقانونی